# Necepsia
Necepsia é um género botânico pertencente à família Euphorbiaceae.

## Sinonímia
- Neopalissya Pax
- Palissya Baill.

## Espécies
- Necepsia afzelii
- Necepsia castaneifolia
- Necepsia zairensis

## Nome e referências
Necepsia Prain